# Мергези
Мергези ([mɛərˈɡɛz], від араб. مرقاز, також 
مركاس,
مرقاس,
مرقاص) — червоні, приправлені спеціями свіжі ковбаски на основі баранини або яловичини із магрибської кухні. Вони також популярні у Середньому сході та в Європі, де вони особливо стали популярні у Франції за останні десятиліття двадцятого століття.
Меркези це ковбаски зроблені із сирого м'яса баранини, яловичини або їх поєднання фаршированого у оболонку із баранячої кишки. Для приправи кладуться спеції: кумін та перець чилі або гарісса (що додає страві характерної пікантності та червоний колір), а також можуть додаватися інші спеції такі як сумах, фенхель, та часник.
Як правило мергези споживають підсмаженими на грилі. Підсушені мергези використовують як інгредієнт до страви таджин. Також їх подають у сандвічах та з картоплею фрі.